# Totó Tarzán
Totó Tarzán (también conocida como Tototarzan) es una película de comedia italiana de 1950 dirigida por Mario Mattoli y protagonizada por Totò, Marilyn Buferd y Alba Arnova. Es una parodia de la novela Tarzán de los monos de Edgar Rice Burroughs. Se rodó en los estudios Farnesina de Roma. Los decorados de la película fueron diseñados por el director de arte Piero Filippone. Al igual que las otras películas de Totò de la época, fue un éxito comercial, recaudando alrededor de 385 millones de liras en taquilla.

## Argumento
Antonio es un expósito que vive desde hace años en la selva junto al mono Bongo. Pero un día, una tropa de exploradores que pasaba por los bosques del Congo lo encontró. Antonio se vuelve bien informado en la sociedad civil, aprendiendo, no sin muchas dificultades y situaciones divertidas, los usos de los hombres. Además se enamora también de Iva, la única chica en comprender verdaderamente su sufrimiento debido a la separación de su entorno. De hecho, Antonio descubre que él provenía de una familia noble y había heredado una importante suma de dinero. Esta oportunidad será aprovechada por crueles compañeros de Iva para apoderarse de todo el dinero de Antonio aprovechando su incapacidad, pero Iva lo protege y pronto los dos se encuentran en problemas. El proyecto del mono Bongo ayudará a Antonio e Iva contra los malvados.

## Reparto
- Totò: Antonio Della Buffas.
- Marilyn Buferd: Iva.
- Mario Castellani: Stanis.
- Tino Buazzelli: Spartaco.
- Vinicio Sofia: Barón Rosen.
- Alba Arnova: Sonia.
- Adriana Serra: Marta.
- Luigi Pavese: Fiscal Roy
- Luisa Poselli: Giacomina Roy, esposa del fiscal.
- Guglielmo Barnabò: Coronel
- Nico Pepe: Abogado Micozzi.
- Galeazzo Benti: Hombre que detiene el autobús.
- Carlo Croccolo: El novio.
- Alberto Sorrentino: Jefe ujier Anselmo.
- Giacomo Furia: Cocinero de vagón restaurante.
- Bianca Maria Fusari: La maestra.
- Aldo Giuffré: El paracaidista.
- Riccardo Billi: Jefe de estación de Canicattì.
- Nino Vingelli: Jefe de estación de Afragola.
- Guglielmo Inglese: Jefe de la estación de Bisceglie.
- Ughetto Bertucci: Jefe de la estación de Zagarolo.
- Enrico Luzi: Abogado Finotti.
- Rino Tognaccini: Bongo.
- Clara Bindi: Dama del sombrero.
- Mario Siletti: Mayordomo de los Rosen.
- Bruno Corelli: Portero del hotel.
- Eduardo Passarelli: El controlador.
- Ciro Berardi: El comisionado.
- Totò Mignone: El ferroviario.
- Sofia Lazzaro: Primera tarzánida.
- Giovanna Ralli: Tarzánida.
- Vira Silenti: Dora.
- Anna Fallarino: Rana, segunda tarzánida.
- Mario Meniconi: Maquinista.
- Vittorio Veltroni: Reportero de radio.

## Producción
A la censura de la época le pasó desapercibida una escena de desnudo de la actriz Adriana Serra. Es la secuencia en la que Totò ve a la mujer con un abrigo de piel de leopardo, salta sobre ella y le rasga la ropa; dejándola, durante unos segundos, con los senos descubiertos.
Entre las actrices aparece brevemente Anna Fallarino, en ese momento una joven desconocida y más tarde sería protagonista de crónicas rosas y negras italianas; de hecho ésta es su única experiencia en el cine. Entre los extras también está, en el papel de una de las «tarzánidas», quien se convertirá en una de las actrices italianas más populares: Sophia Loren, que entonces se hacía llamar Sofia Lazzaro. 